# GT World Challenge Europe Sprint Cup
Der GT World Challenge Europe Sprint Cup (2013 als FIA GT Series ausgetragen) ist eine Motorsportrennserie für Gran-Turismo-Fahrzeuge in der Klasse GT3. Sie wurde 2013 von der SRO Motorsports Group ins Leben gerufen und ist der Nachfolger der FIA-GT1-Weltmeisterschaft, die von 2010 bis 2012 ausgetragen wurde. Zuvor organisierte die SRO Motorsports Group ebenfalls eine GT-Serie unter dem Namen FIA GT. Seit 2014 ist die Schweizer Firma Blancpain der Titelsponsor.

## Sportliches Reglement

### Kategorien
Das Starterfeld unterscheidet sich in drei Kategorien, die alle mit Fahrzeugen nach dem technischen Reglement der Gruppe GT3 antreten. Die Klassen unterscheiden sich durch die Fahrerstärken. Die Stärke eines Fahrers wird durch die Fahrerkategorisierung der SRO ermittelt, die bereits in anderen SRO-Serien Anwendung findet. Dabei werden die Fahrer nach ihren bisherigen sportlichen Leistungen sowie des aktuellen Alters in Platin, Gold, Silber oder Bronze eingestuft. Folgende Kategorien gibt es:
|                  | GT3 Pro Cup | GT3 Pro-Am Cup                                                     | GT3 Silver Cup (seit 2014)        |
| ---------------- | ----------- | ------------------------------------------------------------------ | --------------------------------- |
| Fahrerkategorien | offen       | mindestens ein Bronze-Fahrer oder zwei Silber-Fahrer über 30 Jahre | zwei Silber-Fahrer unter 25 Jahre |

In der Saison 2013 gab es außerdem eine Gentleman-Trophy.
Bronze-Fahrer oder Fahrer mit körperlicher Behinderung dürfen das Rennen auch alleine bestreiten, müssen dann jedoch ebenfalls einen Boxenstopp absolvieren.
Alle Kategorien werden am Wochenende immer gleichzeitig auf der Strecke sein. Für Bronze-Fahrer gibt es außerdem eine weitere Trainingssitzung.

### Format
Das Rennformat wurde von der FIA-GT1-Weltmeisterschaft übernommen. Es gibt nach den freien Trainingssitzungen ein Zeittraining, das die Startreihenfolge für das erste Rennen, das sogenannte Qualifying-Race, bestimmt. Das Qualifying-Race geht über 60 Minuten und erfordert einen Fahrerwechsel in einem kleinen Zeitfenster zur Rennmitte. Für die ersten Positionen des Rennens gibt es Punkte für die Gesamtwertung, das Ergebnis entspricht außerdem der Startreihenfolge des zweiten Rennens, das Main-Race. Dieses Main-Race geht ebenfalls über 60 Minuten und hat die gleichen Boxenstopp-Regeln. Am Ende werden jedoch mehr Punkte verteilt.

### Aktuelle Punktevergabe
Die Punktevergabe erfolgt nach dem folgenden Schema:
| Qualifying-Race | Qualifying-Race | Qualifying-Race | Qualifying-Race | Qualifying-Race | Qualifying-Race | Qualifying-Race |
| Platzierung     | 1               | 2               | 3               | 4               | 5               | 6               |
| --------------- | --------------- | --------------- | --------------- | --------------- | --------------- | --------------- |
| Punkte          | 8               | 6               | 4               | 3               | 2               | 1               |

| Main-Race   | Main-Race | Main-Race | Main-Race | Main-Race | Main-Race | Main-Race | Main-Race | Main-Race | Main-Race | Main-Race |
| Platzierung | 1         | 2         | 3         | 4         | 5         | 6         | 7         | 8         | 9         | 10        |
| ----------- | --------- | --------- | --------- | --------- | --------- | --------- | --------- | --------- | --------- | --------- |
| Punkte      | 25        | 18        | 15        | 12        | 10        | 8         | 6         | 4         | 2         | 1         |

In der Teamwertung wird nur das bestplatzierte Fahrzeug zählen, so dass Teams mit unterschiedlicher Anzahl an Fahrzeugen (eins bis drei) die gleichen Chancen haben.

## Technisches Reglement
Das technische Regelwerk entspricht jenem der FIA-Kategorie GT3.

## Meister
| Jahr | GT3 Pro Cup                       | GT3 Pro Cup       | GT3 Pro-Am Cup                     | GT3 Pro-Am Cup      | GT3 Gentlemen Trophy      | GT3 Gentlemen Trophy | GT3 Silver Cup                 | GT3 Silver Cup    |
| Jahr | Fahrer                            | Team              | Fahrer                             | Team                | Fahrer                    | Team                 | Fahrer                         | Team              |
| ---- | --------------------------------- | ----------------- | ---------------------------------- | ------------------- | ------------------------- | -------------------- | ------------------------------ | ----------------- |
| 2013 | Stéphane Ortelli Laurens Vanthoor | Belgian Audi Club | Sergei Afanassjew Andreas Simonsen | HTP Gravity Charouz | Petr Charouz Jan Stovicek | HTP Gravity Charouz  |                                |                   |
| 2014 | Maximilian Götz                   | Belgian Audi Club | Marc Basseng Alessandro Latif      | Phoenix Racing      |                           |                      | Vincent Abril Mateusz Lisowski | Belgian Audi Club |